# Počta Kryma
FGUP Počta Kryma (in russo Почта Крыма?) è un'azienda federale russa attiva come operatore postale nel territorio conteso della Crimea e della città di Sebastopoli. Fondata in seguito all'annessione russa della Crimea del 2014 è dipendente dal Ministero dello sviluppo digitale, delle comunicazioni e dei mass media della Federazione Russa.
Dispone di 553 uffici postali distribuiti in sette divisioni territoriali: Eupatoria, Feodosia, Jalta, Kerč', Krasnogvardejskoe, Sebastopoli e Sinferopoli.

## Storia
Nell'aprile 2014 in seguito all'annessione della Crimea alla Russia l'operatore postale nazionale ucraino Ukrpošta ha interrotto le proprie attività nella penisola. Con decreto del governo della Federazione Russa n° 648-r del 21 aprile 2014 fu fondata Počta Kryma, registrata come impresa il successivo 3 luglio, per integrare il sistema postale della Crimea a quello russo; nelle intenzioni iniziali si sarebbe dovuto trattare di un operatore temporaneo che sarebbe poi stato assorbito dalle poste russe. Nel mese di dicembre ha assorbito l'operatore locale Krympočta.